# 大洲総合運動公園
大洲総合運動公園（おおすそうごううんどうこうえん）は、大分県大分市青葉町にある都市公園（運動公園）である。

## 概要
現在の大洲総合運動公園の敷地にはかつて旧大分空港があったが、沿岸への工業地帯造成の障害となったため、新産業都市指定の条件として1971年に国東半島に移転した。その跡地は1973年3月に国から大分県に公園用地として払いさげられ、1979年4月に総合体育館、1980年3月に硬式野球場が開場するなど、運動公園として生まれ変わり今日に至っている。
空港跡地であるため敷地は帯状で、大分臨海工業地帯の新日鐵住金大分製鐵所と市街地や住宅地との緩衝緑地としての機能も果たしている。
2001年には大分市内に大分スポーツ公園が開園しているが、大洲総合運動公園が野球場及び体育館を中心とする施設であるのに対して、大分スポーツ公園はサッカーなどに使用される総合競技場を中心とした施設であって両者の性格は異なっており、大分スポーツ公園はむしろ大洲総合運動公園の近くにある大分市営陸上競技場の代替施設に位置づけられている。

## 施設
- 硬式野球場（通称：別大興産スタジアム、新大分球場）
- 軟式野球場
- 大分市大洲総合体育館（通称：サイクルショップコダマ大洲アリーナ、旧大分県立総合体育館）
- 大分県立フェンシング場
- テニスコート
- バレーコート
- 弓道場
- アーチェリー場
- 水泳プール - 2012年より使用中止[2]。

## 交通
- 鉄道・バス：JR九州日豊本線大分駅より大分バス大洲運動公園行きで約15分、大洲運動公園停留所下車